# Noşrat Kolā
Noşrat Kolā (persiska: نِصرا كُلا, Neşrā Kolā, نصرت كلا) är en ort i Iran.   Den ligger i provinsen Mazandaran, i den norra delen av landet, 150 km nordost om huvudstaden Teheran. Antalet invånare är 533.
Terrängen runt Noşrat Kolā är mycket platt. Runt Noşrat Kolā är det tätbefolkat, med 286 invånare per kvadratkilometer. Närmaste större samhälle är Babol, 10,8 km sydost om Noşrat Kolā. Trakten runt Noşrat Kolā består till största delen av jordbruksmark.